# Powstanie Machabeuszów
Powstanie Machabeuszów, również powstanie hasmonejskie – żydowskie powstanie narodowowyzwoleńcze w latach 167–160 p.n.e., skierowane przeciwko rządzącej z Syrii hellenistycznej dynastii Seleucydów. Powstanie wybuchło wskutek wydanego przez Antiocha IV rozkazu wybudowania w Świątyni Jerozolimskiej ołtarza Zeusa i stworzenia przez niego aparatu urzędniczego, który miałby pilnować składania mu ofiar.

## Judea w przeddzień powstania
Od III wieku p.n.e. o wpływy w Judei walczyli ze sobą spadkobiercy Aleksandra Macedońskiego – Ptolemeusze i Seleucydzi. Ostatecznie obszar ten został włączony do państwa Seleucydów, co pozytywnie zostało przyjęte przez ludność żydowską. Za panowania Antiocha III Judea uzyskała autonomię, a jej ludność – prawo do zachowania swoich tradycji narodowych. Władzę administracyjną sprawowali arcykapłani i Rada Starszych, a sanktuarium świątynne było zwolnione z płacenia podatków.
W pierwszej połowie II wieku p.n.e. sytuacja w Judei uległa pogorszeniu. Zachodnia polityka ekspansywna i układy dynastyczne Antiocha III przyciągnęły uwagę Rzymu, który na ten czas zażegnał już niebezpieczeństwo od południa, odniósłszy zwycięstwo nad Kartaginą w drugiej wojnie punickiej. W latach 191–190 p.n.e. Antioch III poniósł kilka klęsk i został zmuszony do płacenia trybutu, co spowodowało konieczność podniesienia podatków. Jego następca, Seleukos IV, panujący w latach 187–175 p.n.e. dopuścił się prawdopodobnie plądrowania Świątyni, aby spłacić długi ojca.
Społeczeństwo żydowskie w przeddzień wybuchu powstania było podzielone na dwa obozy, które różniły się poglądem na hellenizm. Pierwszy, progrecki, reprezentowali postępowi zamożni kupcy i arystokracja. Drugi obóz bezwarunkowo go odrzucał i był zgodny w tej materii z popularnym wśród chłopstwa i biedoty miejskiej ugrupowaniem chasidim. Wśród bogatszej warstwy żydowskiej nie było jednak jednolitego spojrzenia na panującą sytuację polityczną w kraju. Część przychylna była Ptolemeuszom, niegdysiejszym władcom Palestyny i niechętnie przyjmowała rządy Seleucydów. Około 180 roku p.n.e. arcykapłan Oniasz III został pozbawiony urzędu wskutek oskarżenia o zamiar wykorzystania świątynnych oszczędności na rzecz przywrócenia władzy Ptolemeuszy. Jego brat Jezus Jazon, zwolennik panującego Antiocha IV, wkupił się w łaski władcy i został mianowany następcą Oniasza, po czym podjął kroki ku hellenizacji Jerozolimy. Nazwa miasta została zmieniona na Antiochię Judejską, powstało w nim także gymnasion, gdzie ćwiczyli nieobrzezani chłopcy żydowscy. Niepopularne wśród ludności działania Jazona zakończyły się jego wygnaniem w 172 roku p.n.e. Kolejny arcykapłan, Menelaos, przekazał Seleucydom bogate dary ze Świątyni łącznie ze sprzętem sakralnym i zezwolił na stacjonowanie w Jerozolimie garnizonu syryjskiego w nowo wybudowanej twierdzy Akrze. Wykorzystawszy zaangażowanie Antiocha IV w Egipcie, w 170 roku p.n.e. do Jerozolimy powrócił Jazon, który na wygnaniu diametralnie zmienił swoje poglądy na hellenizm i panujących Seleucydów. Zastąpił Menelaosa na urzędzie arcykapłana, po czym wypędził z Akry syryjskich żołnierzy.
Na wieść o tym Antioch IV, podejrzewający Jazona o układy z aleksandryjskimi żydami i palestyńskim ruchem chasidim, odpowiedzialnym za zamieszki w kraju, opuścił Egipt i najechał Jerozolimę, burząc mury, plądrując Świątynię i przywracając na arcykapłana Menelaosa oraz garnizon w Akrze. W latach 169–167 p.n.e. Antioch IV zakazał żydowskich praktyk religijnych i poświęcił Świątynię Jerozolimską Zeusowi Olimpijskiemu, co praktycznie – z punktu widzenia naturalnego procesu unifikacji wierzeń w świecie hellenistycznym i synkretyzmu religijnemu – oznaczało zakaz wyznawania judaizmu i doprowadziło w następnym roku do wybuchu powstania.

## Powstanie

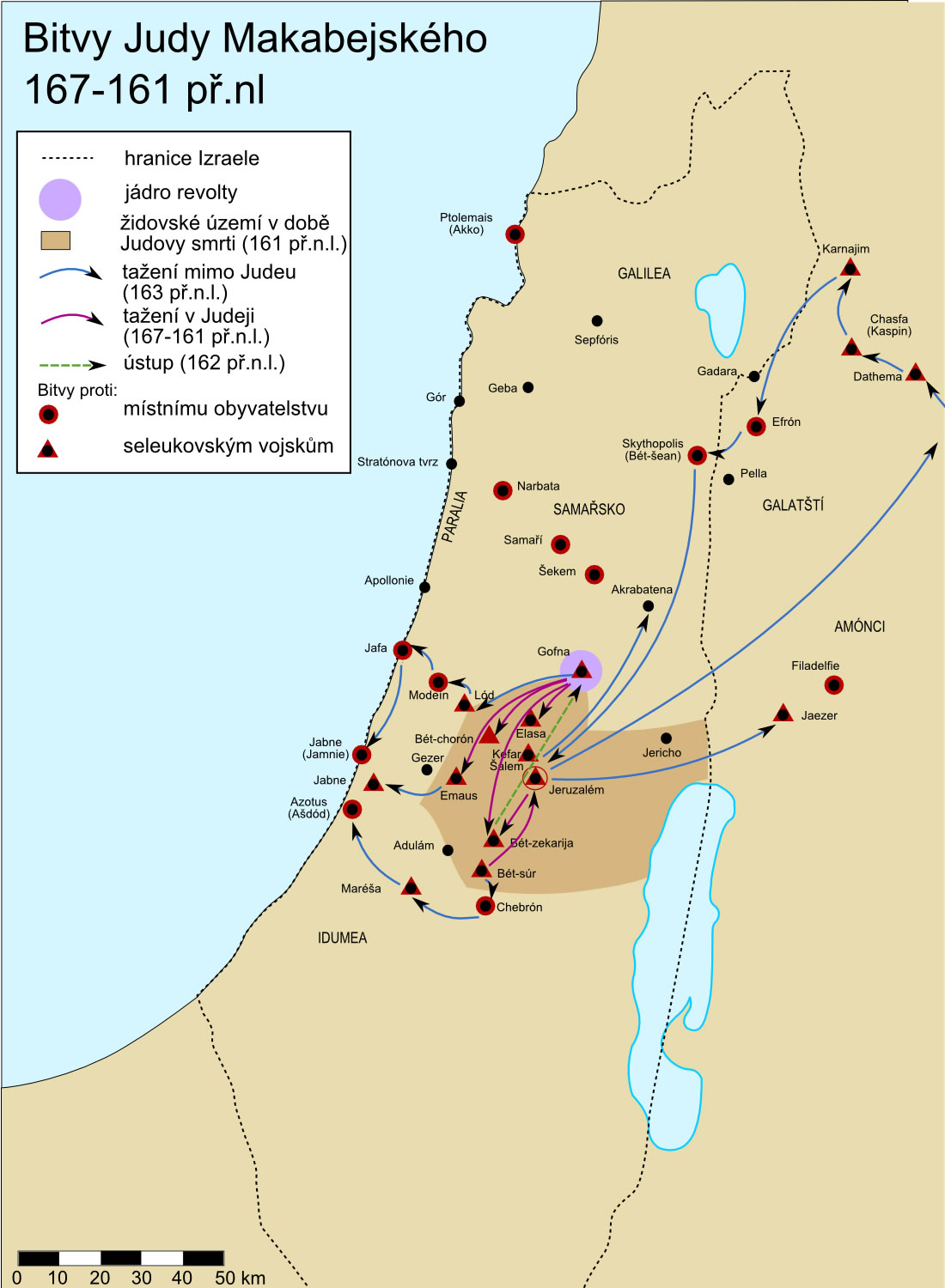
Bitwy Judy Machabeusza

Bodźcem do wybuchu powstania posłużyła odmowa złożenia ofiary pogańskiemu bóstwu przez Matatiasza z rodu Hasmoneuszy i zabicie przez niego Żyda, który zamierzał taką ofiarę złożyć. W obawie przed ściganiem władz Matatiasz ukrył się ze swoimi pięcioma synami w górach Gofna nieopodal Bet-Choron. Do powstańców przyłączyli się inni Żydzi, przeważnie z niższych warstw społecznych, oraz przedstawiciele chasydów. W 166 roku p.n.e., po śmierci Matatiasza, dowództwo nad powstańcami objął Juda Machabeusz, przekształcając rebelię w walkę partyzancką. Pod wodzą Judy powstańcy pokonali wojska Seleucydów i zajęli Jerozolimę, dokonując rzezi na zwolennikach hellenizmu. 
W 164 roku p.n.e. dokonano oczyszczenia i ponownego poświęcenia Świątyni Jerozolimskiej, a na pamiątkę tego wydarzenia ustanowiono Święto Świateł – Chanuka. W 162 roku p.n.e. na urząd arcykapłana został wybrany Jakim Alkimos. Mając poglądy hellenistyczne w stopniu umiarkowanym, Alkimos wystąpił przeciwko chasydom, skazując sześćdziesięciu z nich na śmierć.
Po odzyskaniu Jerozolimy Juda Machabeusz przystąpił do pertraktacji z Rzymem, w którego interesach było osłabienie Seleucydów. Zginął w 160 roku p.n.e. podczas walki, a dowódcą powstania został jego brat Jonatan, który zdołał uzyskać dostęp do Morza Śródziemnego z Jafą. Wskutek pertraktacji z Seleucydami Jonatan otrzymał tytuł wielkorządcy Judei, w zamian obiecując im pomoc wojskową. W praktyce oznaczało to przyznanie Judei niepodległości. W 152 roku p.n.e. Jonatan objął także urząd arcykapłana, łącząc w swoich rękach władzę świecką i religijną. Zginął podczas walk w 142 roku p.n.e. Za jego następcy, Szymona Machabeusza, Seleucydzi uznali niezależność Judei po tym, jak w latach 142–141 p.n.e. wojska żydowskie wypędziły z twierdzy Akra garnizon syryjski i zdobyły twierdzę Gezer. Szymon przyjął tytuł arcykapłana i etnarchy – władcy narodu.

## Bitwy Judy Machabeusza
- 167 p.n.e.: bitwa pod Wadi Haramia – ok. 600 Żydów zwyciężyło 2000 seleucydzkich żołnierzy, dowodzonych przez Apolloniusza, który zginął.
- 166 p.n.e.: bitwa pod Bet-Choron – 1000 Żydów pokonało liczącą 4000 zbrojnych armii Seleucydów, wojska helleńskich władców straciły 800 zabitych, zginął też dowodzący nimi Seron; bitwa pod Emmaus – Seleucydzi stracili 3000 wojska.
- 164 p.n.e.: bitwa pod Bet-Sur – 10000 Żydów pobiło 65000 żołnierzy Seleucydów, którymi dowodził Lizjasz. Seleucydzi stracili 5000 zabitych.
- 162 p.n.e.: bitwa pod Bet-Zacharia – seleucydzkie wojska pod wodzą Lizjasza zwyciężyły Żydów wojska Judy; oblężenie Jerozolimy; bitwa pod Kafar-Salama – zwycięstwo Żydów nad wojskami Seleucydów pod wodzą Nikanora.
- 161 p.n.e.: bitwa pod Adasą – Żydzi zwyciężyli wojska Seleucydów pod wodzą Nikanora, który zginął.
- 160 p.n.e.: bitwa pod Elasą.